# Julián Berrendero
Berrendero  Espinosa est un nom espagnol. Le premier nom de famille, en général paternel, est Berrendero ; le second, en général maternel, souvent omis, est Espinosa.
Julián Berrendero Espinosa, né le 8 avril 1912 à San Agustín del Guadalix et mort le 1er août 1995 à Madrid, est un coureur cycliste espagnol.

## Biographie
Berrendero est l'un des premiers Espagnols à s'illustrer sur le Tour de France, terminant à la 11e place en 1936. Il est vainqueur du Grand Prix de la montagne du Tour de France en 1936. Il gagne une étape sur le Tour en 1937.
Berrendero est également le premier vainqueur espagnol du Tour d'Espagne, en 1941 et 1942. Il remporte le Grand Prix de la montagne de la Vuelta en 1942 et 1945. Il est également champion d'Espagne en 1942, 1943 et 1944. 
Après sa retraite, il se consacre à sa boutique de cycles à Madrid ouverte en 1951. Il meurt le 1er août 1995 à 83 ans d'une rupture d'anévrisme.

## Palmarès

### Palmarès année par année
- 1935
  - Champion de Castille
  - Tour de Galice :
    - Classement général
    - 3eb, 4e et 6e étapes

  - GP Eibar :
    - Classement général
    - 4 étapes

  - Tour de Salamanque
  - 3e du Tour du Pays basque
- 1936
  - Subida a Santo Domingo
  - GP Republica :
    - Classement général
    - 2e, 3e et 4e étapes

  -  Classement de la montagne du Tour de France
  - 3e du Tour de Galice
  - 4e du Tour d'Espagne
- 1937
  - Circuit de la Chalosse
  - 15e étape du Tour de France
- 1938
  - 2e étape du Tour du Sud-Ouest
  - 2e de Bordeaux-Pau
  - 3e du Tour du Sud-Ouest
  - 3e du Grand Prix de l'Écho d'Alger
  - 7e de Paris-Nice
- 1939
  - Circuit du Forez
  - 11e étape du Tour du Maroc
  - 2ea étape de la Ronde des Mousquetaires
  - 7e étape du Tour du Sud-Ouest
  - 2e du Circuit des cols pyrénéens
  - 3e du Tour du Maroc
- 1941
  - Tour d'Espagne :
    -  Classement général
    - 1re et 20e étapes

  - Tour de Navarre
  - Circuit de Getxo
  - 5eb étape du Circuito del Norte
  - Subida a Arantzazu
  - 2e de Madrid-Valence
  - 2e du Tour de Majorque
  - 2e du Circuito Ribera del Jalón
  - 3e du Tour d'Alava
  - 3e du championnat d'Espagne sur route
  - 3e de la Subida a Santo Domingo
  - 4e du Tour de Catalogne
- 1942
  -  Champion d'Espagne sur route
  -  Champion d'Espagne de cyclo-cross
  - Tour d'Espagne :
    -  Classement général
    -  Classement de la montagne
    - 1re et 10e étapes

  - Tour du Levant :
    - Classement général
    - 1re étape

  - 7e étape du Circuito Castilla-León-Asturias
  - 4eb et 6e étapes du Tour de Catalogne
  - 2e du Tour de Catalogne
  - 2e du championnat d'Espagne de la montagne
  - 3e du championnat d'Espagne de course de côte
- 1943
  -  Champion d'Espagne sur route
  - GP Vizcaya
  - Trofeo Masferrer :
    - Classement général
    - 1rea étape

  - Tour de Catalogne :
    - Classement général
    - 7e et 8eb étapes

  - 3e et 8e étapes du Circuito Castilla-León-Asturias
  - 3e étape du Tour du Levant
  - 2e étape du Tour de Gérone
  - 2e du Tour du Levant
  - 2e du GP Ayutamiento de Bilbao
  - 2e du Circuito Castilla-León-Asturias
  - 2e du Cinturion de Bilbao
- 1944
  -  Champion d'Espagne sur route
  -  Champion d'Espagne de cyclo-cross
  - Circuit de Getxo
  - Clásica a los Puertos de Guadarrama
  - 8e étape du Tour de Catalogne
  - 3e étape du Tour de Cantabrie
  - 5e étape du Grand Prix de la Victoire
  - 2e du Grand Prix de la Victoire
  - 2e du Tour de Cantabrie
  - 3e du Circuito Ribera del Jalón
  - 3e du championnat d'Espagne des régions
- 1945
  - Champion de Castille
  - Tour d'Espagne :
    -  Classement de la montagne
    - 1re et 17e étapes

  - 7e étape du Circuito del Norte
  - Subida a Santo Domingo
  - 4eb et 6e étapes du Tour de Galice
  - Trofeo del Sprint
  - 1re étape du Grand Prix de la Victoire
  - 2e du Tour d'Espagne
  - 2e du GP Vizcaya
  - 2e du Tour du Guipuscoa
  - 2e du Circuito Sardinero
  - 3e du Tour de Galice
  - 3e du Circuito del Norte
  - 3e du Circuito Ribera del Jalón
- 1946
  - Tour de Catalogne :
    - Classement général
    - 4e étape

  - 4e, 19e et 21e étapes du Tour d'Espagne
  - Tour de Madrid
  - 2e du Tour d'Espagne
  - 7e du Tour de Suisse
- 1947
  - Champion de Castille
  - Clásica a los Puertos de Guadarrama
  - 3e étape du Tour d'Espagne
  - 3e de la Klasika Primavera
  - 6e du Tour d'Espagne
- 1948
  - 1rea étape du Tour d'Espagne (contre-la-montre avec Bernardo Ruiz)
  - 3e du championnat d'Espagne sur route
  - 5e du Tour du Portugal
- 1949
  - 1re étape du Tour du Maroc
  - 3e du championnat d'Espagne sur route

### Résultats sur les grands tours

#### Tour d'Espagne
7 participations
- 1936 : 4e
- 1941 :  Vainqueur du classement général, vainqueur des 1re et 20e étapes,  maillot blanc pendant 7 jours
- 1942 :  Vainqueur du classement général,  vainqueur du classement de la montagne, vainqueur des 1re et 10e étapes,  maillot orange pendant 19 jours
- 1945 : 2e,  vainqueur du classement de la montagne, vainqueur des 1re et 17e étapes,  maillot rouge pendant 1 jour
- 1946 : 2e, vainqueur des 4e, 19e et 21e étapes
- 1947 : 6e, vainqueur de la 3e étape
- 1948 : abandon (18e étape), vainqueur de la 1rea étape (contre-la-montre avec Bernardo Ruiz)

#### Tour de France
4 participations
- 1936 : 11e,  vainqueur du classement de la montagne
- 1937 : 15e, vainqueur de la 15e étape
- 1938 : 29e
- 1949 : éliminé (5e étape)